# Východní Nusa Tenggara
Východní Nusa Tenggara (indonésky Nusa Tenggara Timur) je jedna z provincií Indonésie. Rozkládá se na ostrovech ve východní části souostroví Malé Sundy. „Nusa Tenggara“ je označení pro indonéskou část souostroví Malé Sundy, tedy bez Východního Timoru; doslovný překlad je „jihovýchodní ostrovy“.

## Geografie

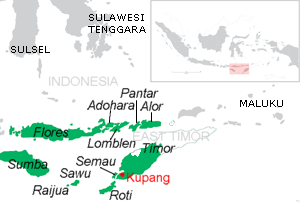
Ostrovy tvořící provincii

Na ploše 47 351 km² zde žije asi 4,5 milionu lidí, hustota zalidnění je tedy asi 95 obyvatel na km², což je výrazně méně než v západněji ležících oblastech (Jáva, Bali, Lombok). Většinu plochy provincie tvoří ostrovy Flores, Sumba a západní část ostrova Timor. Dalšími většími ostrovy jsou například Alor, Lembata, Roti (téměř nejjižnější indonéský ostrov) či Pantar. Díky výskytu varana komodského je známý ostrov Komodo ležící západně od Floresu, plaz se však vyskytuje i na okolních ostrovech.
Provincie má pevninskou hranici pouze se státem Východní Timor, ostrovy na západě patří provincii Západní Nusa Tenggara.

## Obyvatelstvo
Hlavním městem je Kupang na západním pobřeží Timoru, žije zde zhruba 270 000 obyvatel. V oblasti není mnoho jiných velkých měst (Maumere na Floresu má 70 000 obyvatel, Ende na témže ostrově 60 000, Kalabahi na Aloru také 60 000 a největší město na Sumbě, Waingapu, má kolem 50 000 obyvatel).
Provincii obývá pestrá směs etnik. Pro Indonésii netypické je náboženské složení, kdy převažují křesťané. Katolictví se zde od počátku 16. století ujalo zásluhou portugalských misionářů, protestantství zde poté, od 17. století šířili Nizozemci. Muslimská menšina je tvořena převážně přistěhovalci z jiných regionů.